# Hampstead
Hampstead é uma área da cidade inglesa de Londres, no Reino Unido, localizada a pouco mais de seis quilômetros a noroeste de Charing Cross. Faz parte do borough londrino de Camden, e situa-se na Inner London. É conhecido por suas associações intelectuais, artísticas, musicais e literárias, e pelo amplo e íngreme parque, Hampstead Heath. A região tem um dos mais altos custos de moradia de Londres, ou mesmo do mundo, com mansões à venda por mais de 20 milhões de libras. A aldeia de Hampstead tem mais milionários dentro de seus limites que qualquer outra área do país.